# Shevon Jemie Lai
Shevon Jemie Lai (* 8. August 1993 in Selangor) ist eine malaysische Badmintonspielerin.

## Karriere
Shevon Jemie Lai nahm 2010 und 2011 an den Badminton-Juniorenweltmeisterschaften teil, wobei sie 2010 Bronze mit dem malaysischen Team gewann. 2012 siegte sie beim Smiling Fish im Mixed mit Wong Fai Yin. Bei den Singapur International 2012 wurde sie Dritte im Mixed, bei den Malaysia International 2012 Dritte im Doppel.